# دامن اسکاتلندی

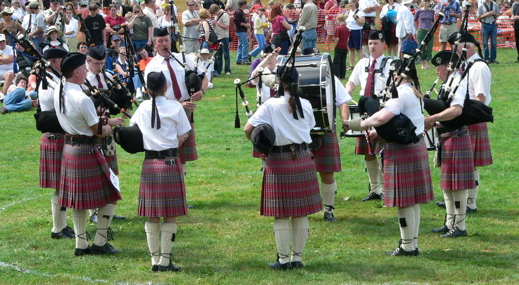

کیلت یا دامن اسکاتلندی، نوعی پوشش سنتی است که مردان اسکاتلند استفاده می‌کنند. دامن اسکاتلندی از قرن ۱۶ میلادی در این کشور رواج داشته و امروزه در جشن‌ها و مراسم رسمی و گاه به عنوان یک مد لباس مورد استفاده قرار می‌گیرد.
دامن‌های اسکاتلندی به عنوان “لباس ملی اسکاتلند” معرفی می شوند و یک نوع لباس کاملا شناخته شده در سراسر جهان است. کلت ها یا همان دامن های اسکاتلندی ریشه عمیق فرهنگی و تاریخی در کشور اسکاتلند دارند و برای یک اسکاتلندی واقعی نماد مقدس میهن پرستی و افتخار هستند. کلمه کلت مشتق شده از کلمه باستانی نورس، به معنی چین دار است و به لباس هایی گفته می شود که به دور بدن جمع می‌شوند. دامن اسکاتلندی از قرن ۱۶ میلادی در این کشور مرسوم شده و امروزه در جشن‌ها و مراسم رسمی و یا گاه به عنوان یک مد لباس مورد استفاده قرار می‌گیرد.